# Провінція Ї
Провінція І (кит.: 益州; піньїнь: yìzhōu, ічжоу) — історична провінція в Китаї. Одна з провінцій династії Хань. Розташовувалася в районі Сичуанської і Ханьчжунської низовин в Південно-західному Китаї. Займала територію провінції Сичуань, КНР. Заснована 106 до Р.Х.. Була центром держави Шу, утвореної Лю Беєм. 263 і 271 року, в результаті адміністративних реформ, втратила північні та південні повіти. В часи династії Суй поділялася на 19 повітів. 607 року була ліквідована шляхом перейменування на командирство Шу в складі 13 повітів. Тимчасово відновлена 618 року в епоху династії Тан, але 627 року повторно ліквідована.